# Strada provinciale 168 dei Monti Nebrodi
La strada Provinciale 168 dei Monti Nebrodi è una strada provinciale che va sui Monti Nebrodi.
Essa collega i paesi di Caronia e Capizzi passando per Portella dell'Obolo.

## Percorso

### SP168
| STRADA PROVINCIALE 168 dei Monti Nebrodi |                                                         |      |           |
| Tipo                                     | Indicazione                                             | ↓km↓ | Provincia |
|                                          | Marina di Caronia Settentrionale Sicula                 | 0,0  | ME        |
|                                          | Caronia                                                 | 3,8  | ME        |
|                                          | Ricchiò                                                 | 6,1  | ME        |
|                                          | Capizzi dell'Etna e delle Madonie (Svincolo di Capizzi) | 38,0 | ME        |

### SP168b
| STRADA PROVINCIALE 168b Ex Nazionale - Marina di Caronia |                                     |      |           |
| Tipo                                                     | Indicazione                         | ↓km↓ | Provincia |
|                                                          | Marina di Caronia dei Monti Nebrodi | 0,7  | ME        |